# Larga (gmina Gurghiu)
Larga – wieś w Rumunii, w okręgu Marusza, w gminie Gurghiu. W 2011 roku liczyła 116 mieszkańców.